# Анна Окулевич
Анна Окулевич (пол. Anna Okulewicz; нар. 16 квітня 1996, Польща) — польська футболістка, воротар. Виступала за дівочу збірну Польщі (WU-17).

## Клубна кар'єра
Футбольну кар'єру розпочала в «Стілоні» (Ґожув-Велькопольський). У 2012 році виступала за «Погонь» (Щецин). З 2013 року — футболістка «Олімпії» (Щецин). У 2014 році завершила футбольну кар'єру за незрозумілих обставин.

## Кар'єра в збірній
На дівочому чемпіонаті Європи (WU-17), який проходив у червні 2013 року, здобула золоті медалі у складі дівочої збірної Польщі (WU-17).